# Jon Tenney
Jon Tenney, född den 16 december 1961 i Princeton i New Jersey, är en amerikansk skådespelare.
Mellan 1994 och 2003 var han gift med skådespelaren Teri Hatcher. Sedan 2012 är han gift med filmproducenten Leslie Urdang.

## Filmografi (urval)
- 1990 – Ensamvargen
- 1993 – Se upp!
- 1993 – Röster från andra sidan graven (TV-serie)
- 1993 – Tombstone
- 1994 – Lassie
- 1994 – Snuten i Hollywood III
- 1995 – Rädda Willy 2
- 1996 – Fantomen
- 1996 – Gyllene band
- 1997 –- Brooklyn South
- 1997 – Familjen Golds dilemma
- 1997 – Kärlek vid andra ögonkastet
- 1998 – På farlig mark
- 1999 – Entropy
- 2000 – You Can Count on Me
- 2004 - CSI: Crime Scene Investigation
- 2010 - Legion
- 2012 – The Newsroom (TV-serie)
- 2014 – Scandal (TV-serie)
- 2019 – I See You